# Michał Zieniawa
Michał Zieniawa (ur. 17 grudnia 1980) – polski judoka. Syn Ryszarda Zieniawy.
Były zawodnik klubów: SGKS Wybrzeże Gdańsk (1998–2001), UKS Budokan Gdańsk (2002–2008). Brązowy medalista mistrzostw Polski seniorów 2005 w kategorii do 100 kg. Ponadto dwukrotny młodzieżowy wicemistrz Polski (2000, 2002) w kategorii do 90 kg. 